# Kein Wort
Kein Wort è un singolo della rapper tedesca Juju e della rapper kosovaro-svizzera Loredana, pubblicato il 16 gennaio 2020 su etichetta JINX Music.

## Video musicale
Il video musicale, reso disponibile in concomitanza con l'uscita del brano, è stato diretto da Fati.tv.

## Tracce
Testi di Loredana e Juju, musiche di Krutsch, Macloud, Miksu e Shukati.
1. Kein Wort – 2:42

## Classifiche

### Classifiche settimanali
| Classifica (2020) | Posizione massima |
| ----------------- | ----------------- |
| Austria           | 1                 |
| Germania          | 1                 |
| Svizzera          | 3                 |

### Classifiche di fine anno
| Classifica (2020) | Posizione |
| ----------------- | --------- |
| Austria           | 48        |
| Germania          | 24        |